# 5161 Wightman
5161 Wightman (1980 TX3) là một tiểu hành tinh vành đai chính được phát hiện ngày 9 tháng 10 năm 1980 bởi C. S. Shoemaker ở Đài thiên văn Palomar.